# Tram van de Hoge Tatra

Spoorlijnen in de Hoge Tatra.

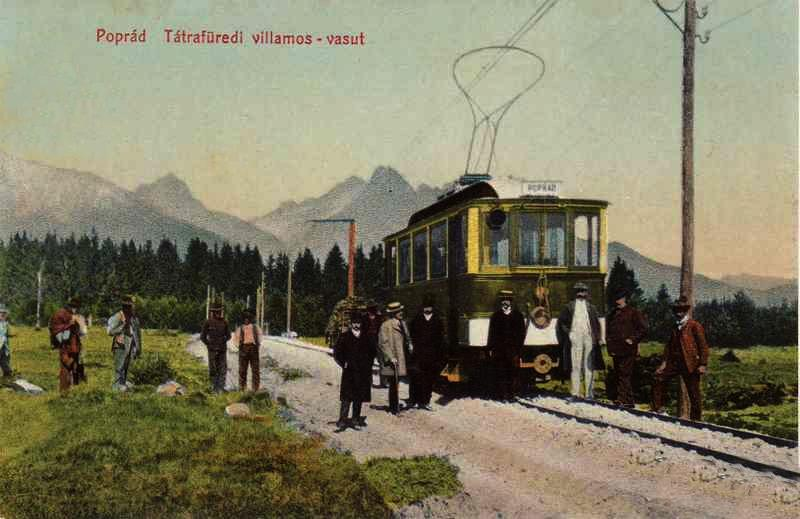
De Tram van de Hoge Tatra in de beginjaren van de elektrische tractie.

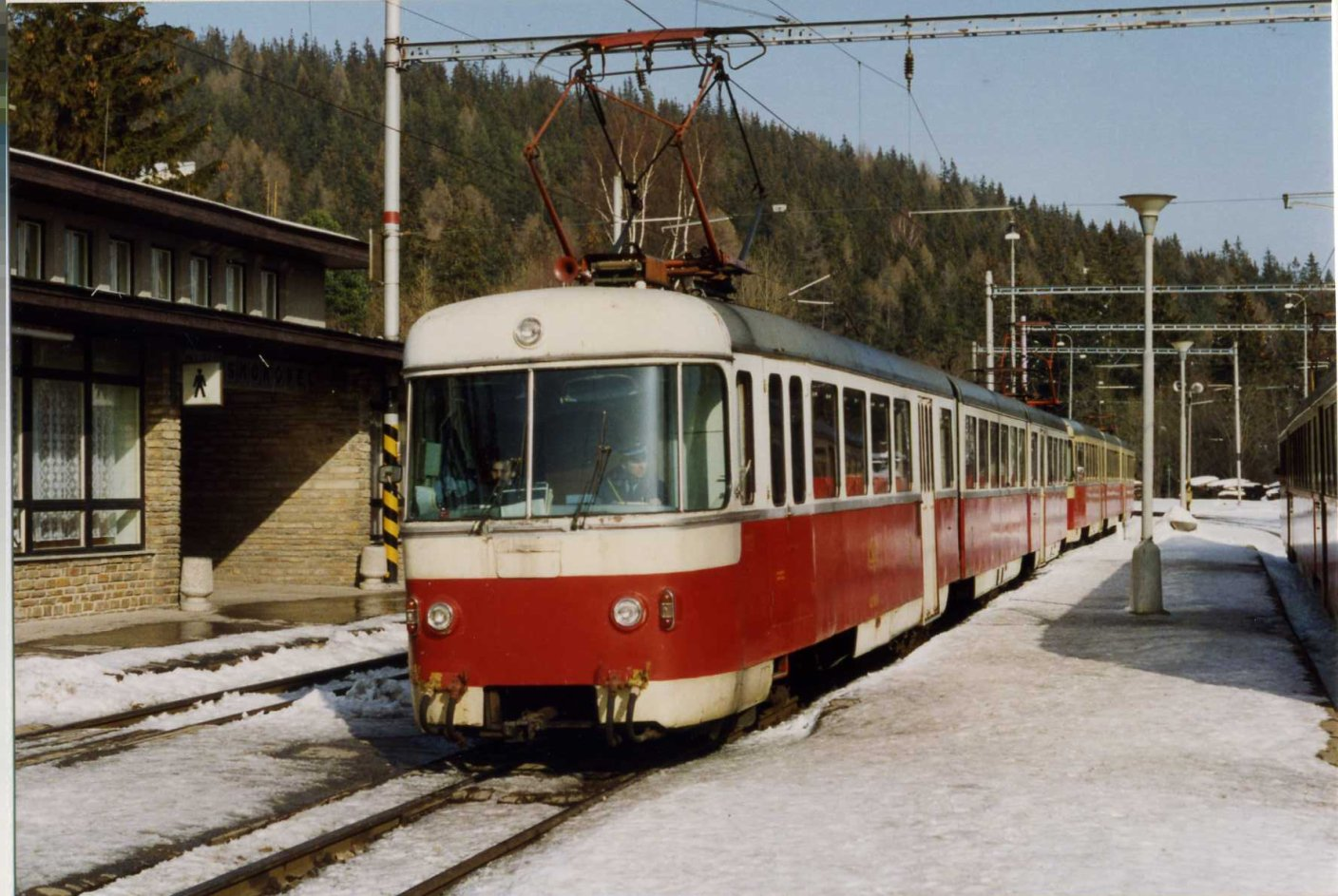
Elektrisch tramstel type 420.95 uit de jaren zestig in het station van Starý Smokovec in Slowakije; maart 1993. Dit materieel werd in 2002 buiten dienst gesteld.

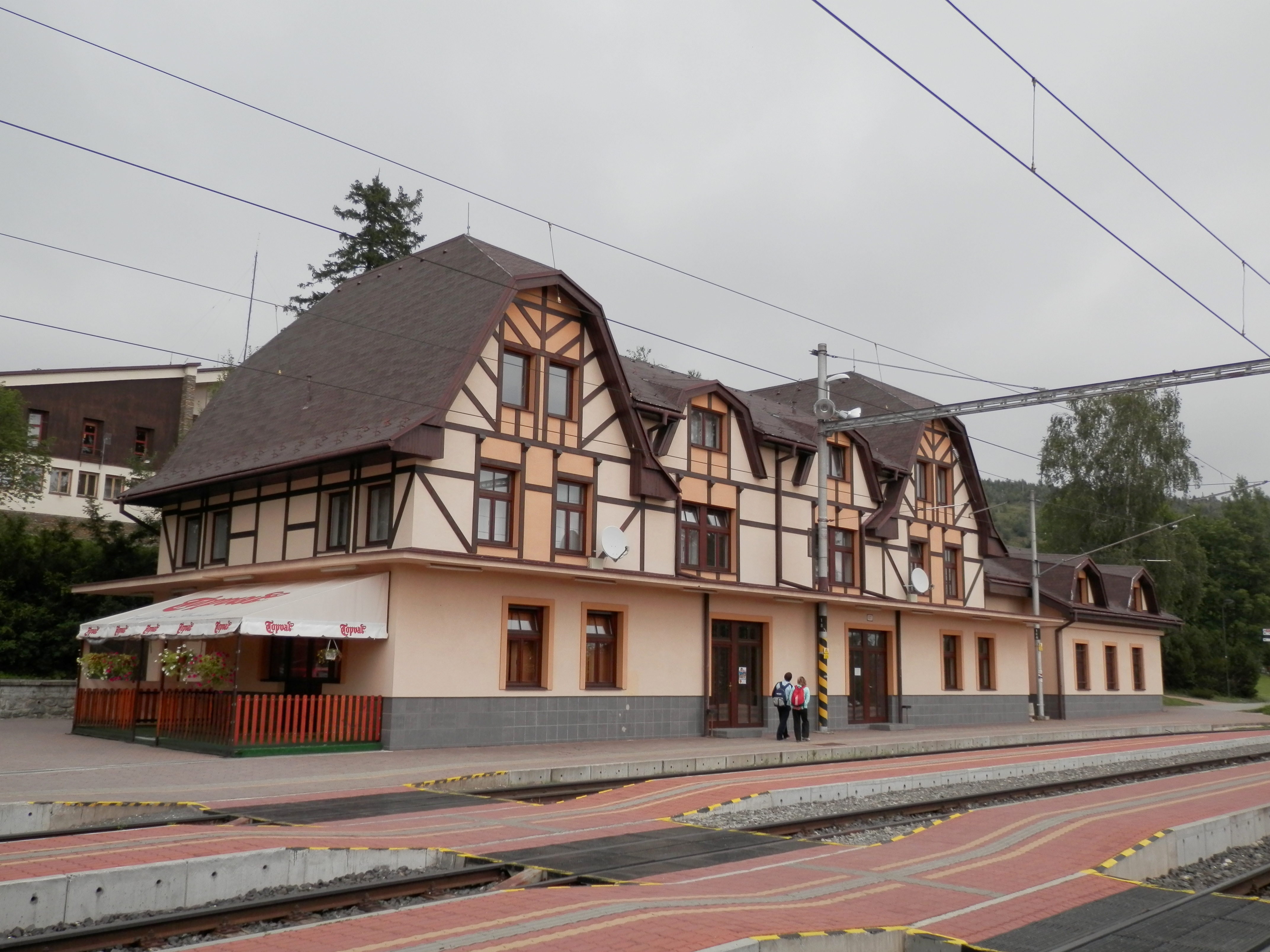
Station Starý Smokovec.

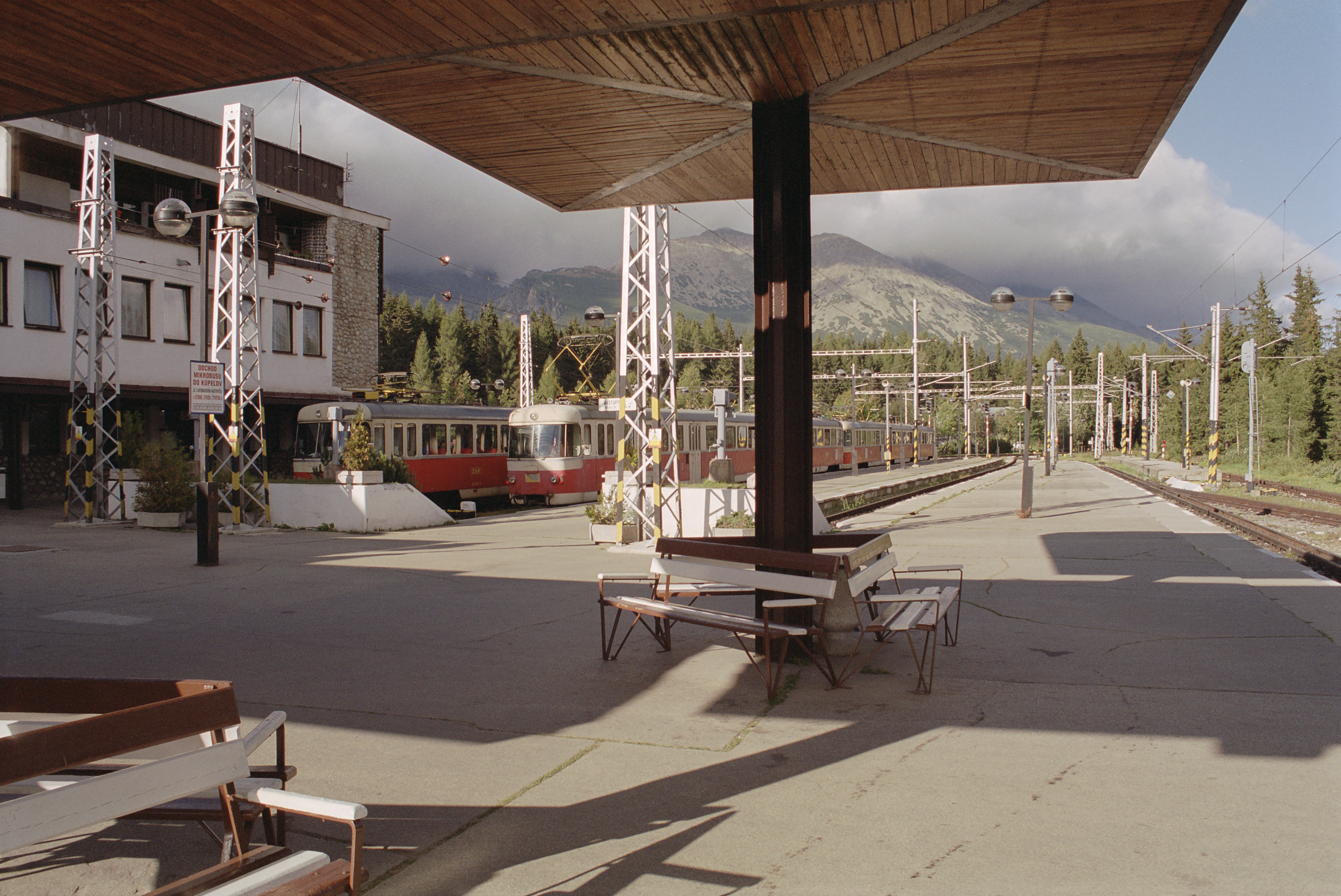
Station Štrbské Pleso.

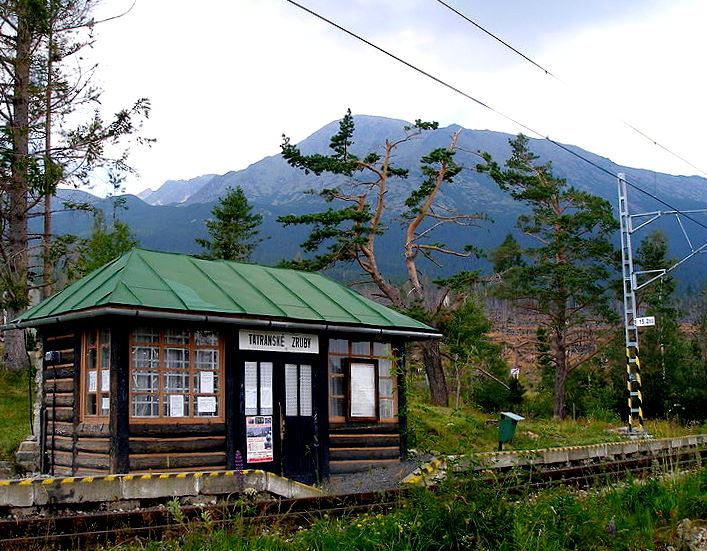
Halte Tatranské Zruby.

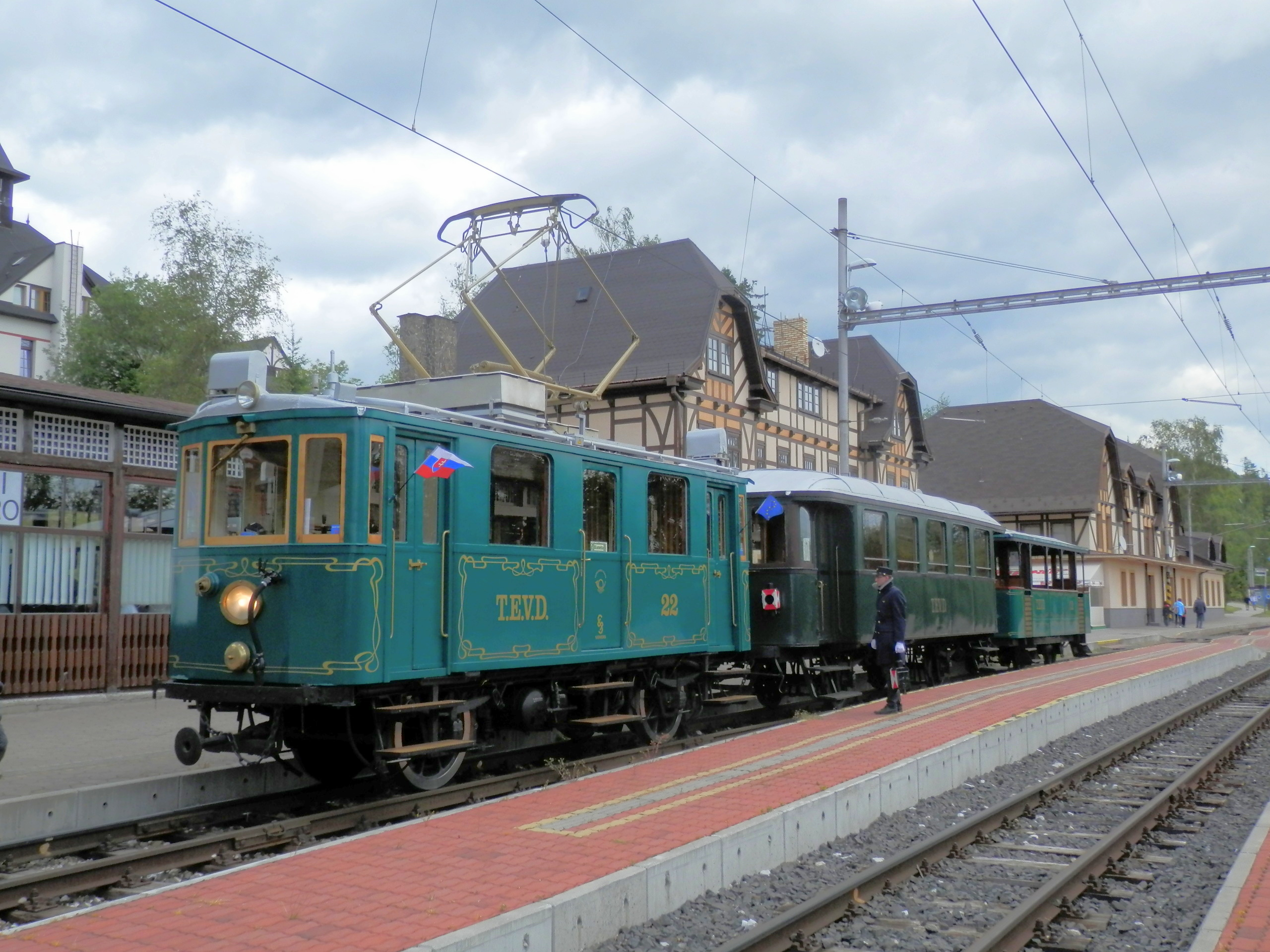
Historische trein in Starý Smokovec.

De zogenaamde Tram van de Hoge Tatra (in het Slovaaks: Tatranská Elektrická Železnica, TEŽ) is in wezen een tramachtige smalspoortrein die langs het hoge Tatragebergte rijdt.
Hij verbindt:
- de stad Poprad met Štrbské Pleso[1] via lijn 183 (ŽSR),
- Starý Smokovec[2] met Tatranská Lomnica via lijn 184 (ŽSR).

Deze lijnen worden sedert 1992 beheerd door de Železnice Slovenskej republiky (Spoorwegen van de Slowaakse Republiek) (ŽSR). Het reizigersvervoer wordt geregeld door de Železničná spoločnosť Slovensko (Spoorwegmaatschappij Slowakije) (ŽSSK).

## Begin van de toeristische ontsluiting
De ontwikkeling van het toerisme in de Hoge Tatra gaat terug tot de opening in 1871 van de spoorlijn Košice – Bohumín (lijn 180). Met het in gebruik nemen in 1878 van de spoorlijn Bratislava – Žilina (lijn 120) kwam het Tatragebergte nog beter in het bereik van Bratislava en Wenen. Het Tatragebergte was vanuit Wenen zelfs sneller bereikbaar dan Tirol. In 1896 vertrok vanuit Štrba de eerste door stoom aangedreven trein op de tandradbaan Štrba - Štrbské Pleso (lijn 182).
Om de kuuroorden op de Zuidelijke flank van de Tatra te ontsluiten, werd in 1904 een 13,8 km lange trolleybuslijn ingelegd tussen Poprád en Starý Smokovec. Om technische en economische redenen werd deze al in 1906 al opgeheven.

## Bouw van het elektrisch net
In hetzelfde jaar begon de Tátrai Villamos HÉV (Tatra Elektrische Buurtspoorwegmaatschappij) met de aanleg van een geëlektrificeerd metersporig tramnet, dat de actuele lijnen 183 en 184 dekt.
De tramdienst met motorwagens startte op 20 november 1908 op het 13,6 km lang deeltraject tussen Poprád en Starý Smokovec. Oorspronkelijk had dit eerste traject een bovenleidingsspanning van 550 V gelijkspanning. Vanaf 13 augustus 1912 was het net volledig in gebruik. De elektrische uitrusting werd vervolgens verbouwd voor een bovenleidingsspanning van 1500 V gelijkspanning. De elektriciteit werd geleverd door een met stoomkracht aangedreven energiecentrale in Poprád.
Interessant was ook de zeer grote accubatterij met 794 elementen op het scheidingspunt in Starý Smokovec. Deze ving spanningsverschillen in de leidingen op en kon bij het uitvallen van de energiecentrale tegelijk functioneren als noodvoorziening. In dergelijke gevallen kon de accu de stroom gedurende twee uur waarborgen zodat de treinen tot in het volgende station konden rijden, of om de treinen in de stations zo nodig van elektriciteit te voorzien.

## Moderniseringen
Tussen 1965 en 1969 werd het net grondig gemoderniseerd. Voor het reizigersverkeer kwamen 18 nieuwe gelede trams type 420.95 in dienst. Zij werden geleverd door de Tsjecho-Slowaakse fabriek ČKD Tatra uit Praag.
Eind van de jaren 1980 kreeg de lijn in het stadsgebied van Poprád een nieuw traject. Sindsdien eindigt het uit het Noorden komende traject haaks op het aan de hoofdlijn Žilina – Košice gelegen station van Poprád-Tatry, en deelt hierbij de normaalsporige sporen en de hoge perrons van de Slowaakse spoorwegen (ŽSR).
Met de komst van vijftien trams van het type 425.95 werden de oude stellen van het type 420.95 vanaf 2000 buiten dienst gesteld en gesloopt.

## Stormschade 2004
Op 19 november 2004 werden grote delen van het bosgebied in het zuiden van de Hoge Tatra door een orkaan getroffen. Daardoor werden alle door bosgebieden lopende trajecten onberijdbaar door omgevallen bomen. Pas met Pasen 2005 kon het traject Poprád – Starý Smokovec weer in gebruik worden gesteld en vanaf 27 mei 2005 was het volledige net weer in gebruik. Ongeveer 300 bovenleidingmasten moesten tijdelijk worden hersteld en/of vervangen.

## Stations en haltes

### Lijn 183 - Štrbské Pleso - Poprad-Tatry
| Afstands- punt | Station / halte        | Opmerkingen |
| -------------- | ---------------------- | --- |
| 0,00           | Štrbské Pleso (s)      | Aansluiting met Tandradlijn 182 Štrba – Štrbské Pleso, richting Štrba |
| 1,69           | Popradské pleso (s)    | Popradské pleso is een bergmeer in de Hoge Tatra. |
| 6,82           | Vyšné Hágy (s)         | Kuuroord. Een wijk in de Slowaakse gemeente Vysoké Tatry. |
| 9,34           | Nová Polianka          | Nová Polianka is een wijk in de Slowaakse gemeente Vysoké Tatry |
| 10,73          | Danielov Dom           | Wijk in de Slowaakse gemeente Vysoké Tatry. |
| 12,32          | Tatranská Polianka (s) | Tatranská Polianka is een toeristische wijk en stadsdeel van de Slowaakse stad Vysoké Tatry. |
| 13,87          | Tatranské Zruby        | Tatranské Zruby is een stadsdeel van Vysoké Tatry. |
| 14,97          | Sibír                  | |
| 15,46          | Nový Smokovec          | Nový Smokovec is een stadsdeel van Vysoké Tatry. De plaats is bekend voor haar thermale baden en voor een klein skistation. |
| 16,02          | Starý Smokovec (s)     | Starý Smokovec is een wijk van de stad Vysoké Tatry. Ze is een belangrijk verkeersknooppunt en bekend vakantieoord. Aansluiting met spoorlijn 184 naar Tatranská Lomnica. Aansluiting met de kabelspoorweg naar wintersportgebied Hrebienok. |
| 18,14          | Dolný Smokovec         | Dolný Smokovec is een kuuroord en stadsdeel van Vysoké Tatry. |
| 19,07          | Pod lesom (s)          | |
| 20,79          | Nová Lesná             | |
| 24,02          | Veľký Slavkov (s)      | |
| 29,01          | Poprad-Tatry (s)       | Aansluiting met hoofdlijn 180 Žilina – Košice. |

### Lijn 184 - Starý Smokovec - Tatranská Lomnica
| Afstands- punt | Station / halte    | Opmerkingen |
| -------------- | ------------------ | --- |
| 0,00           | Starý Smokovec (s) | Aansluiting met spoorlijn 183 naar Štrbské Pleso en Poprad-Tatry. Aansluiting met de kabelspoorweg naar wintersportgebied Hrebienok.                                                       |
| 0,99           | Pekná Vyhliadka    | |
| 1,64           | Horný Smokovec (s) | Horný Smokovec is een toeristische en recreatieve plaats aan het Hoge Tatragebergte. Medische voorzieningen.                                                                               |
| 3,25           | Tatranská Lesná    | Tatranská Lesná is een badplaats en een klein stadsdeel van Vysoké Tatry. |
| 4,40           | Stará Lesná        | |
| 5,98           | Tatranská Lomnica  | Aansluiting met spoorlijn 185 (Poprad-Tatry – Plaveč) naar Studený potok. Tatranská Lomnica is een stadsdeel van Vysoké Tatry. Het is één van de grootste nederzettingen in de Hoge Tatra. |

## Galerij

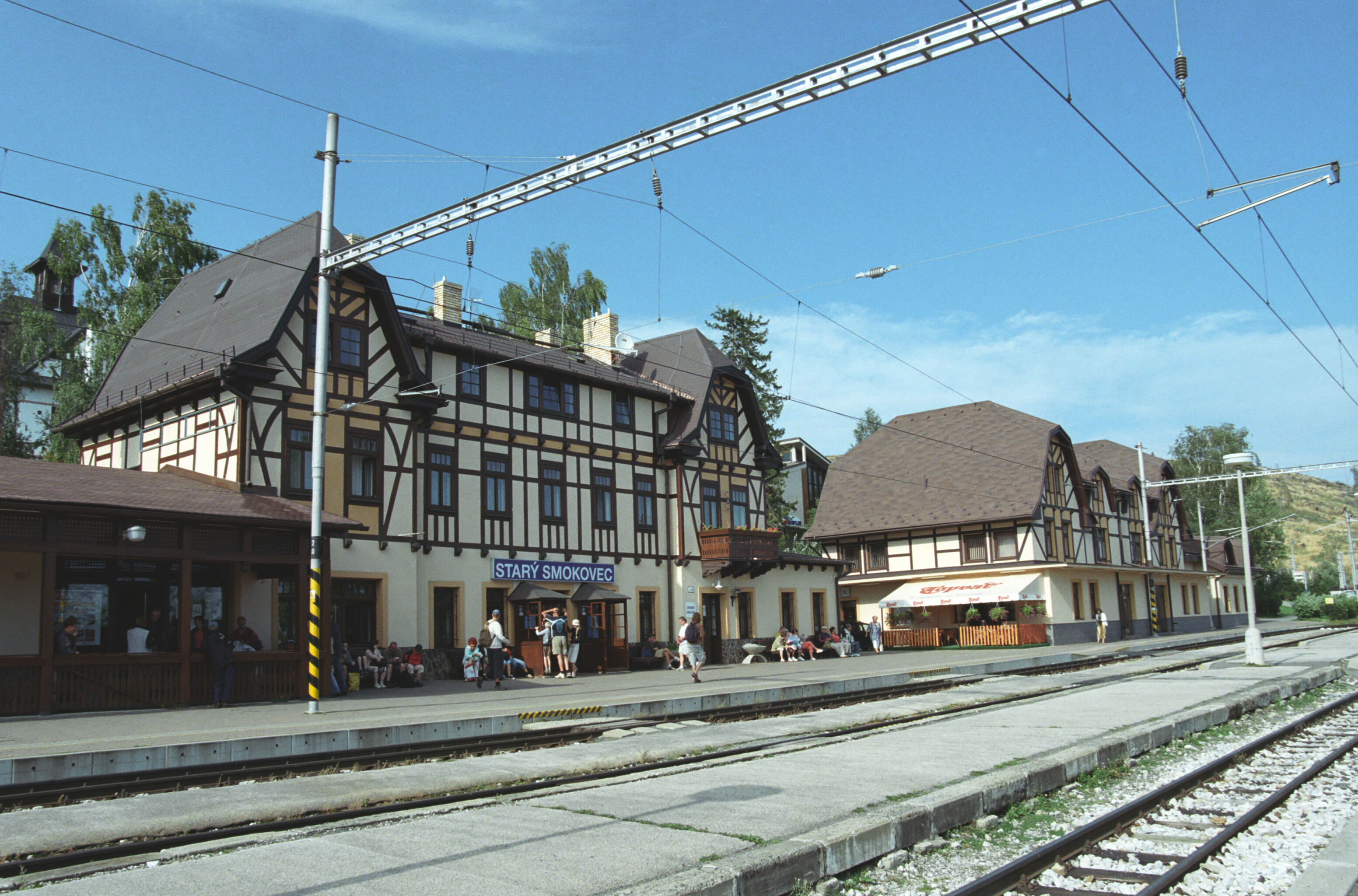
Station Starý Smokovec
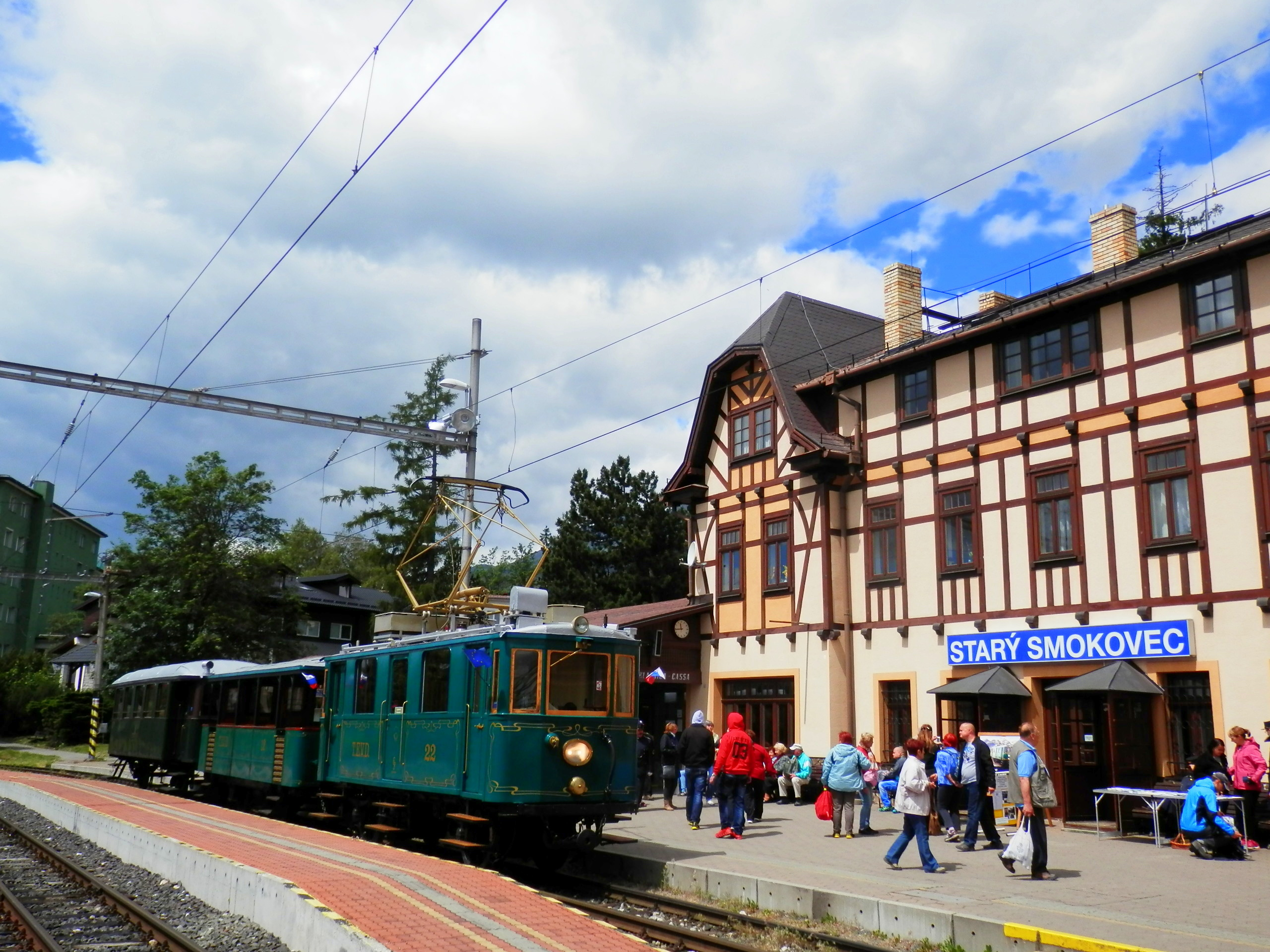
Historische trein in Starý Smokovec
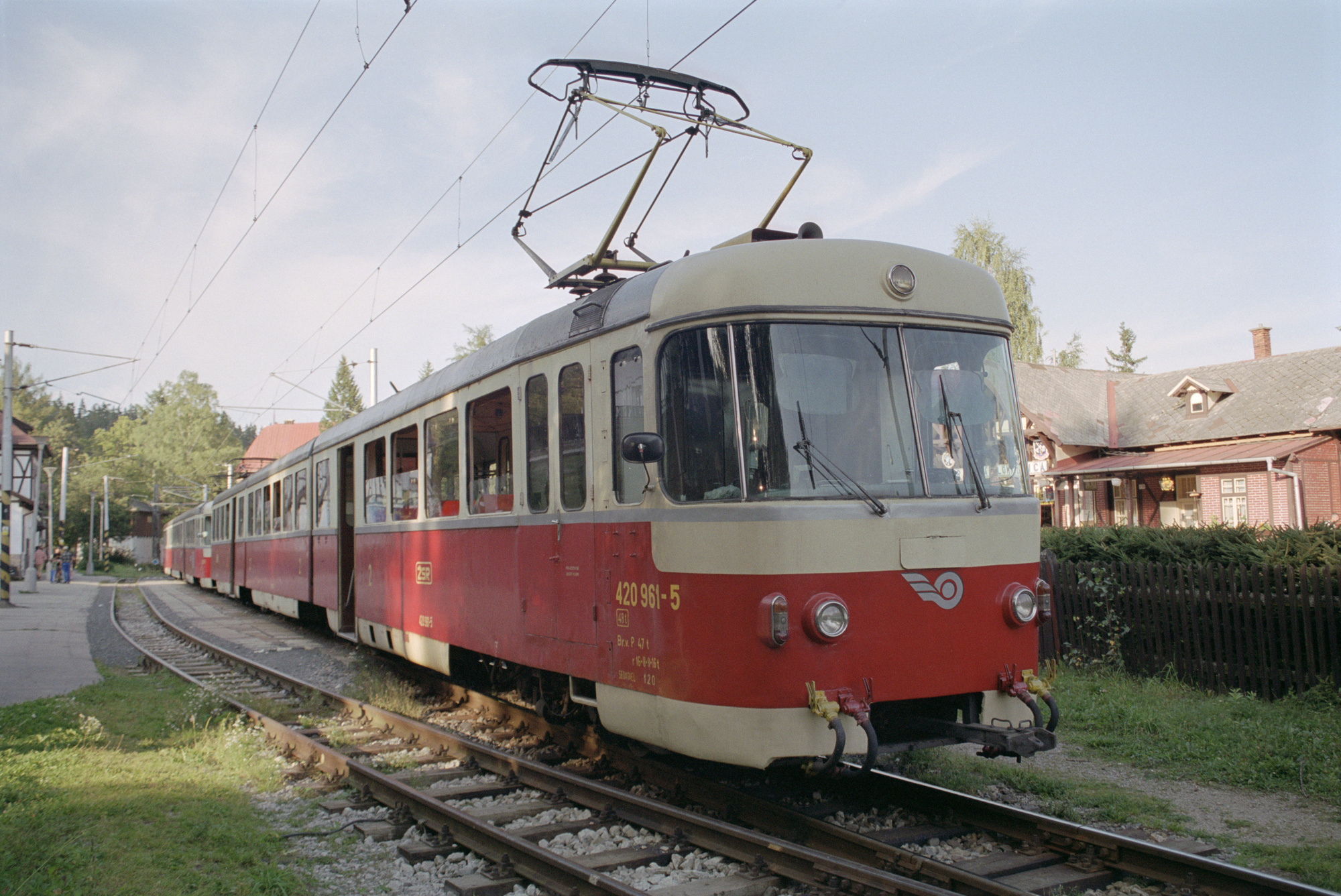
Serie 420.95, in dienst in de periode 1967-2003
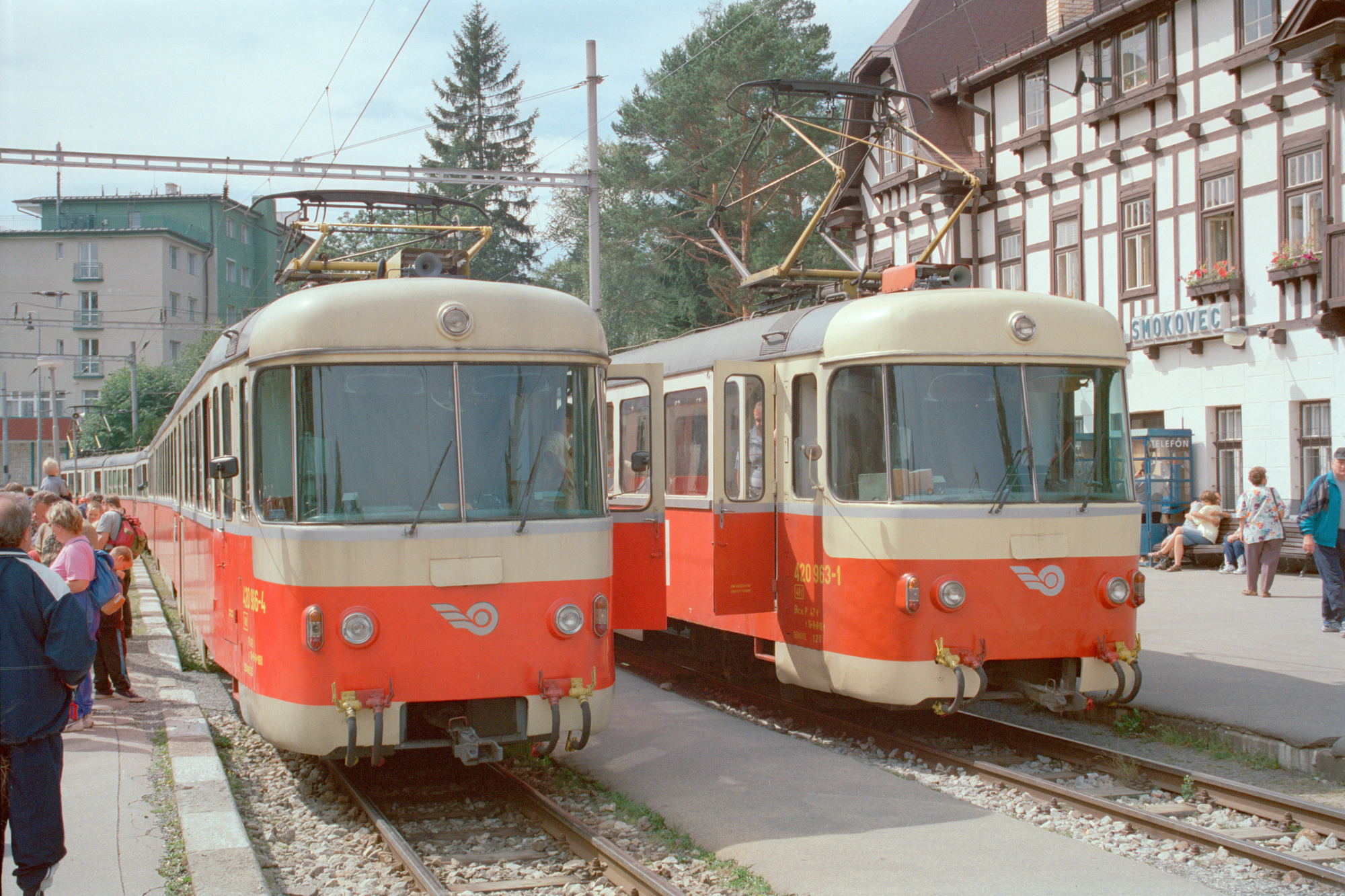
Serie 420.95 in Station Starý Smokovec
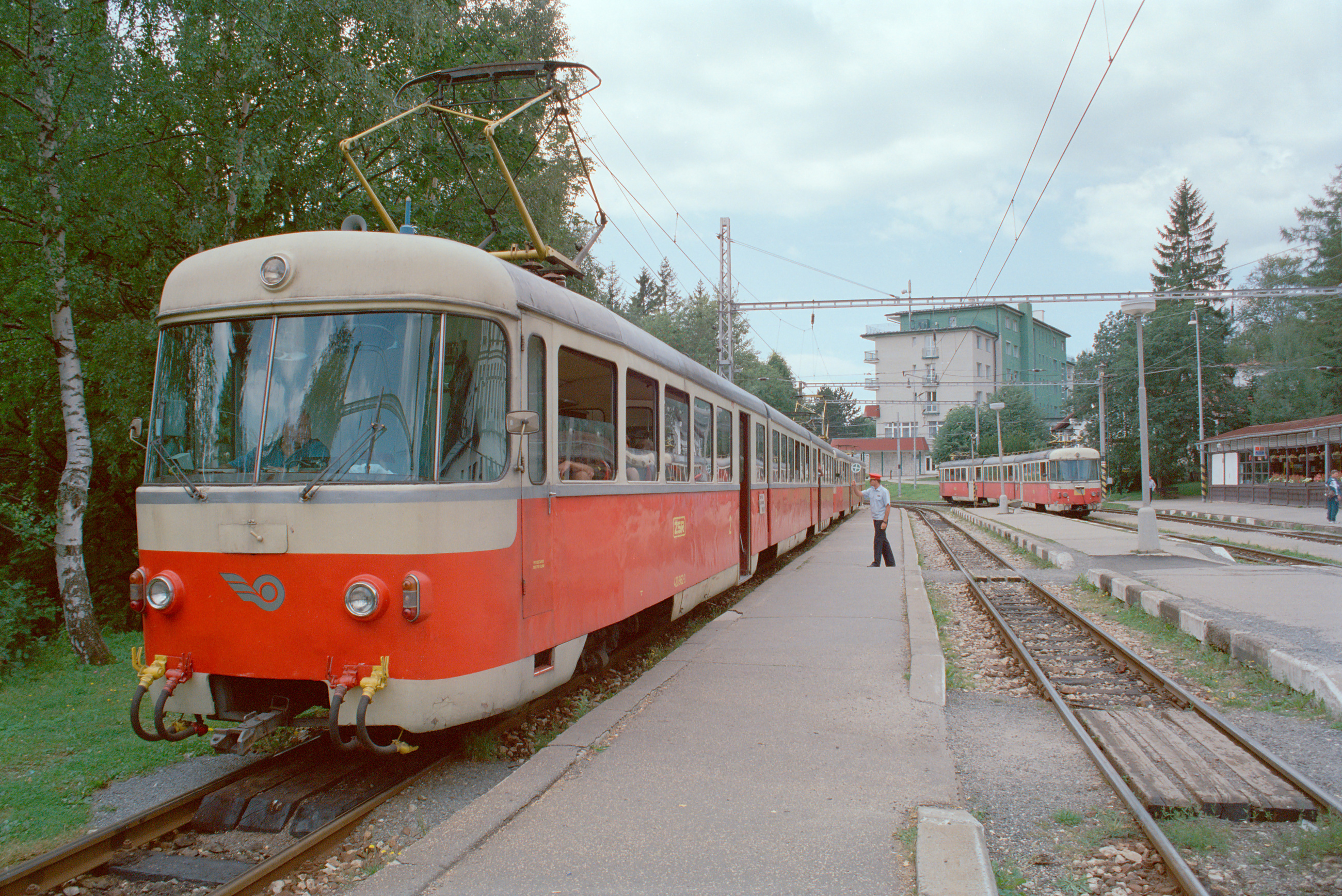
Serie 420.95 in Starý Smokovec
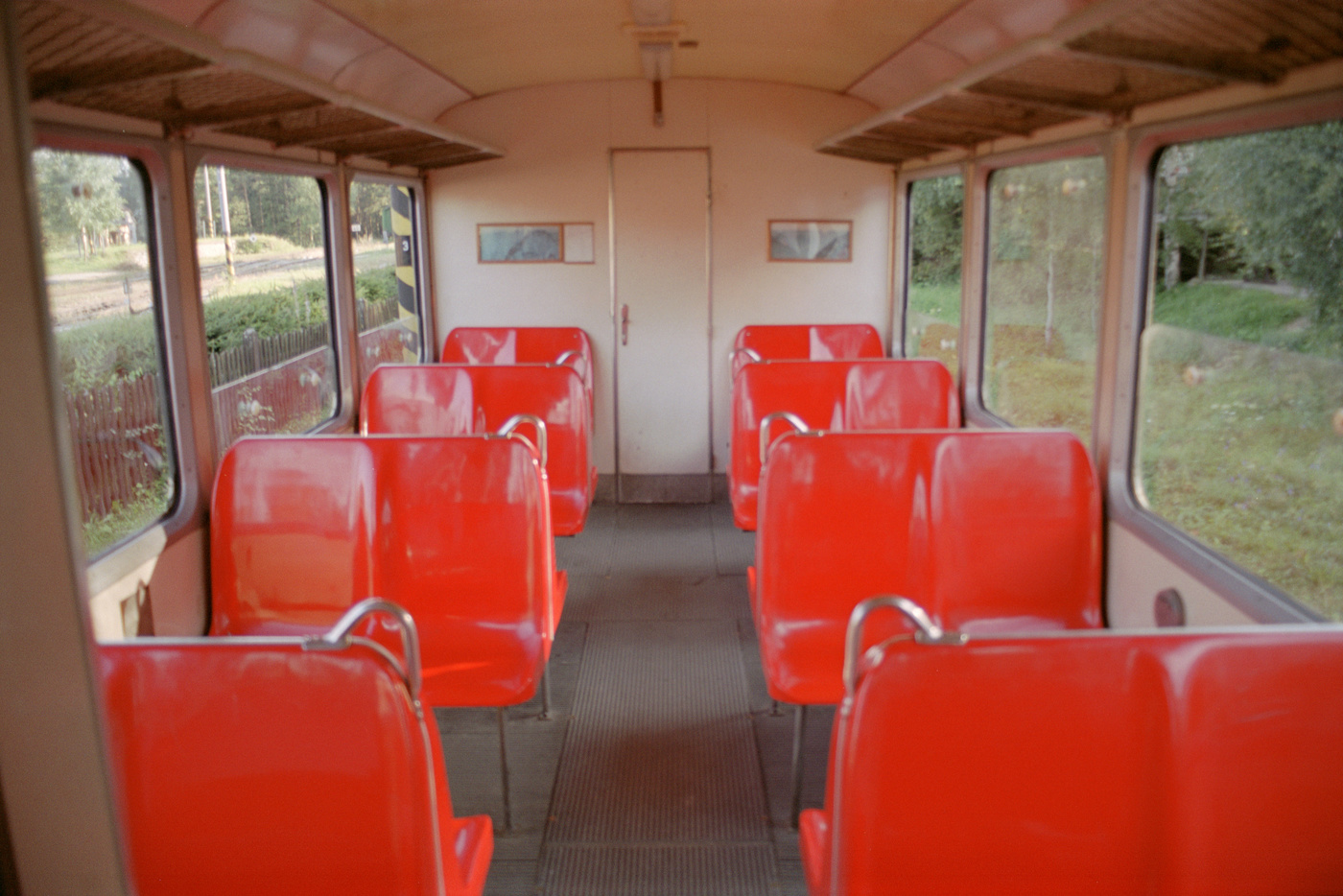
Serie 420.95, interieur
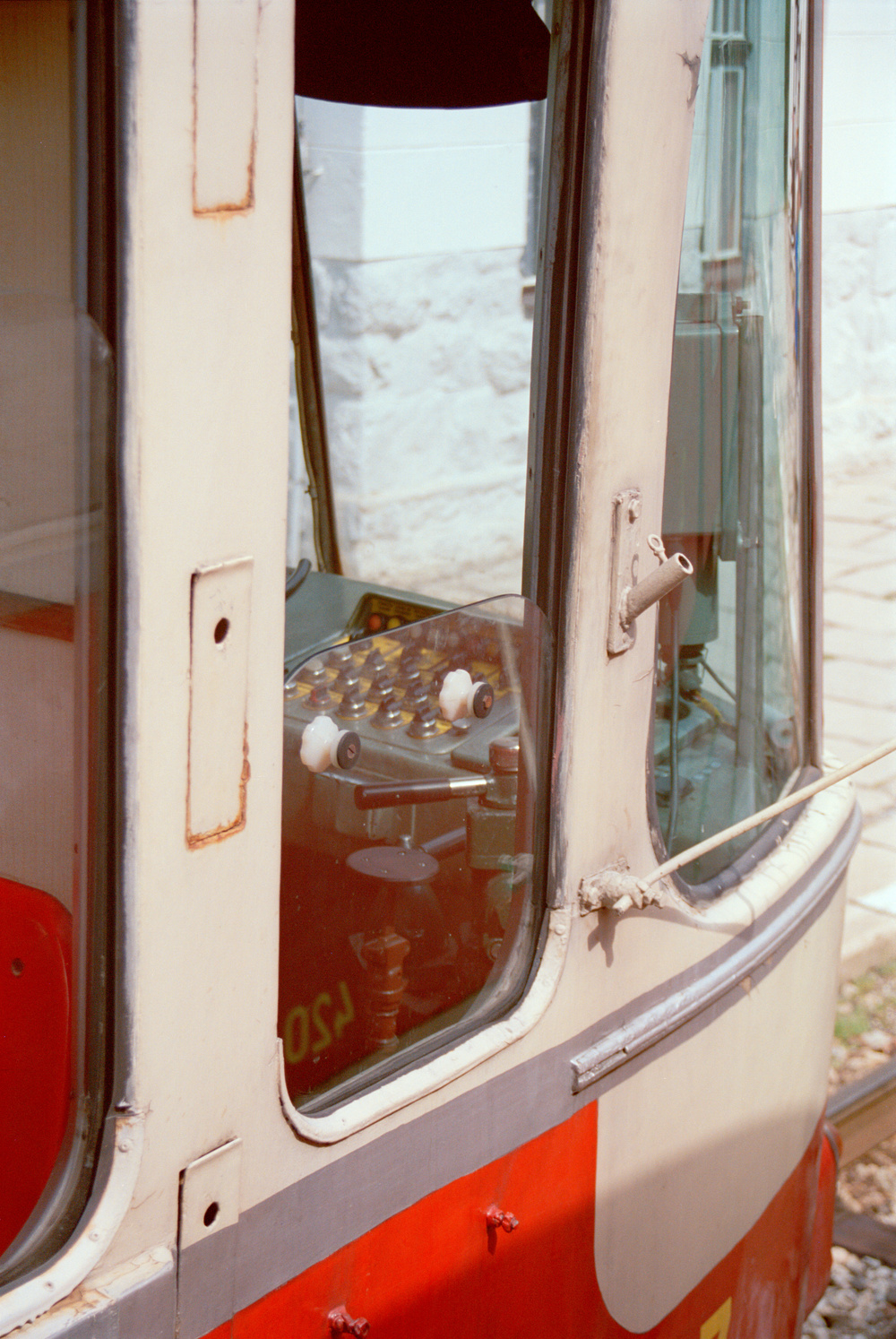
Serie 420.95, stuurpost
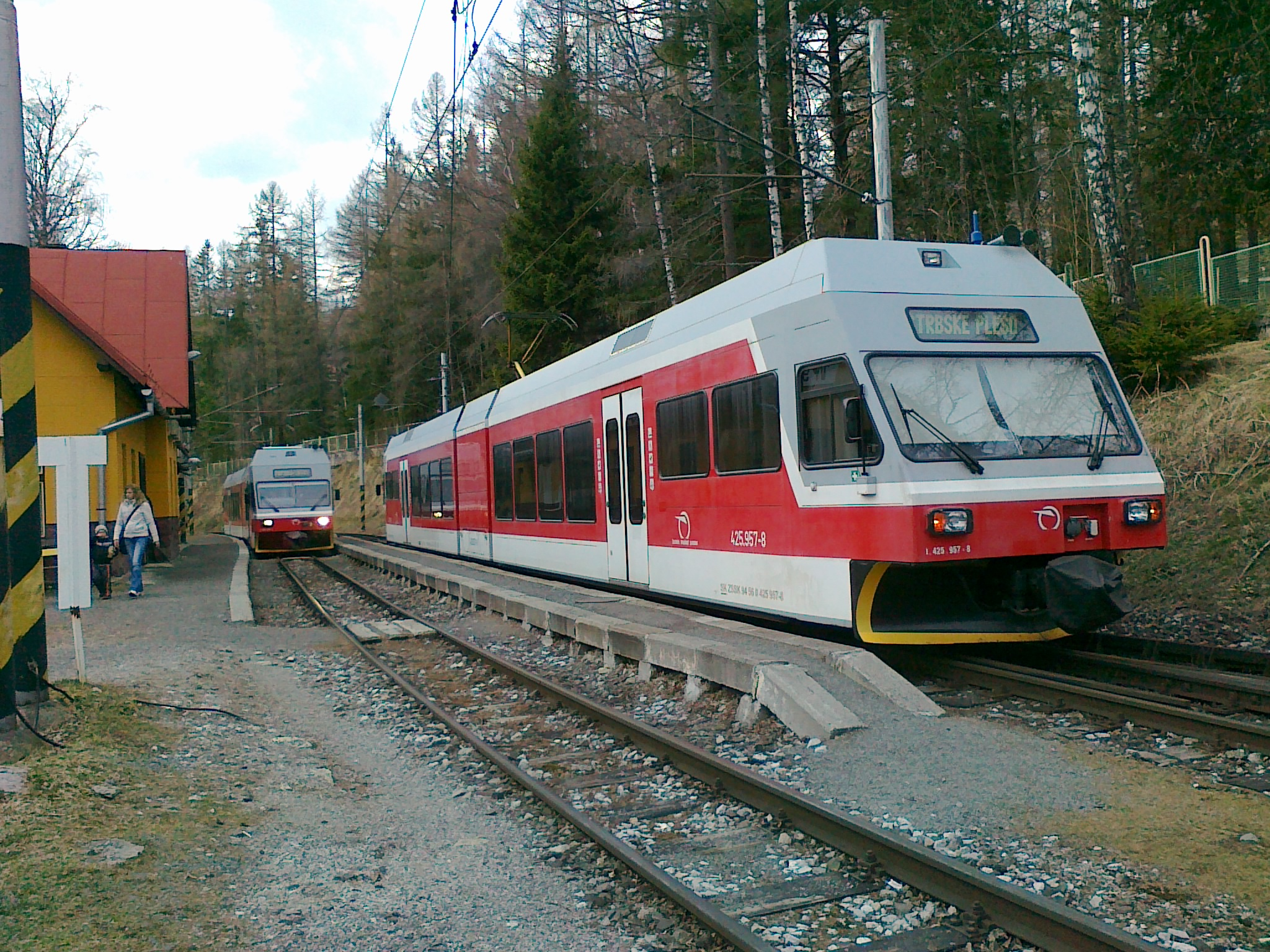
ZSSK-serie 425.95, in dienst sinds 2000
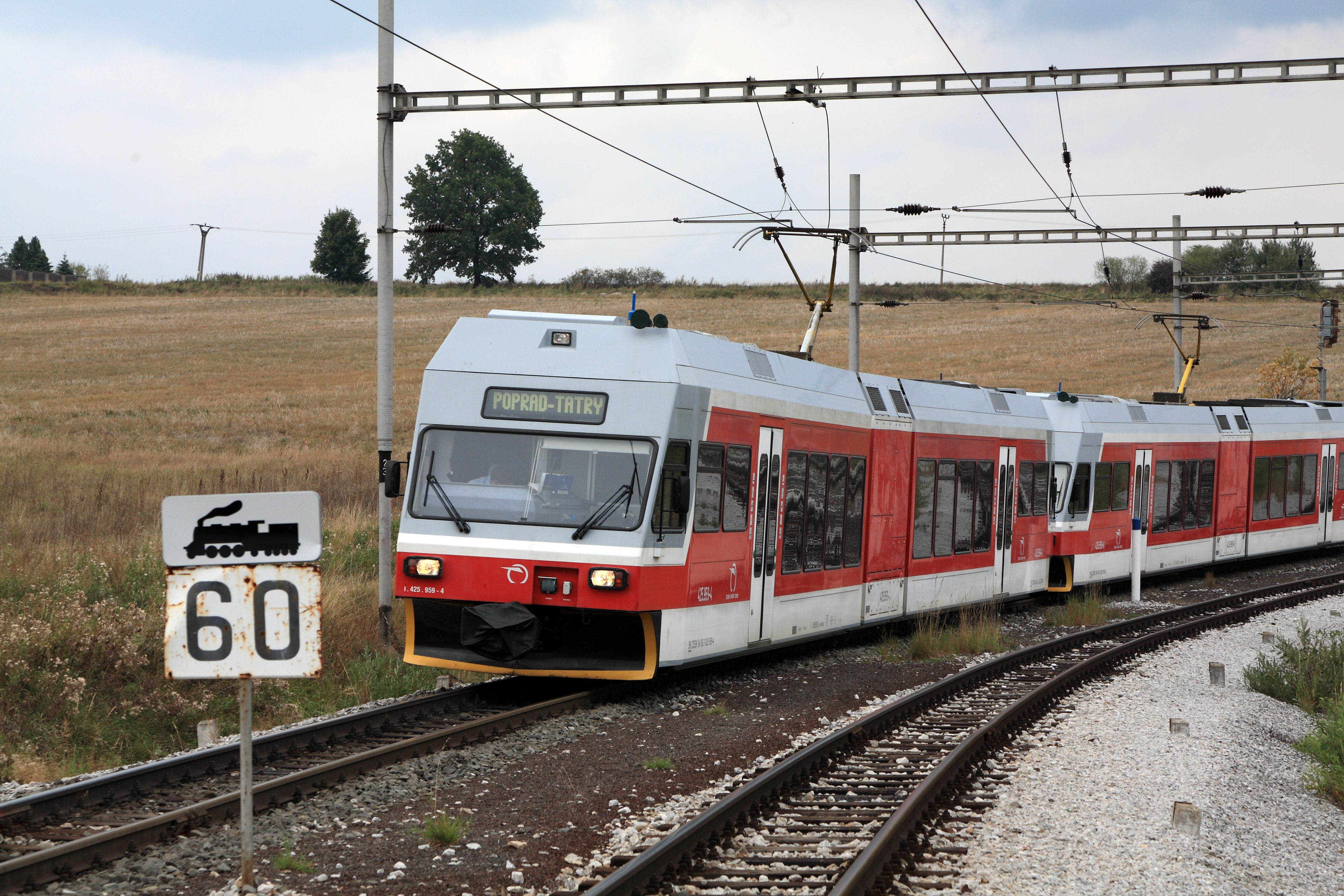
ZSSK-serie 425.95, in dienst sinds 2000
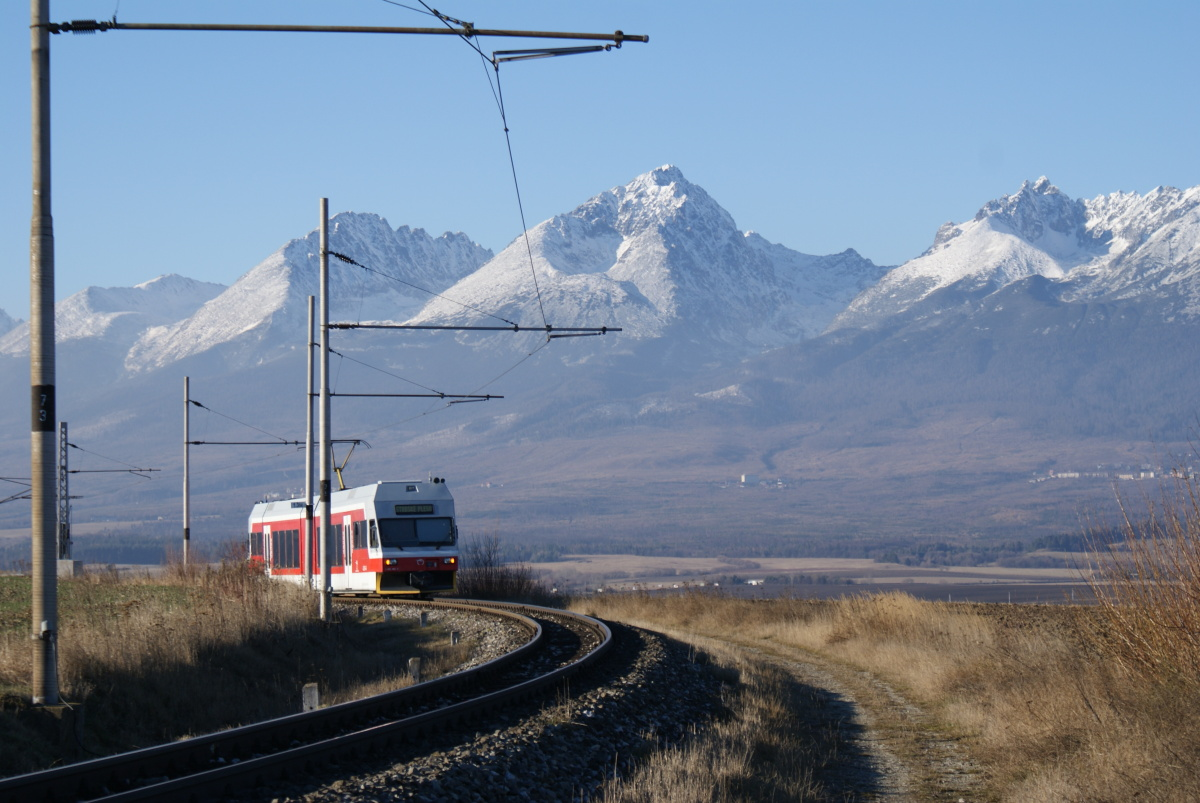
Treinstel tegen de achtergrond van het Tatragebergte